# 8454 Micheleferrero
8454 Micheleferrero eller 1981 EG1 är en asteroid i huvudbältet som upptäcktes den 5 mars 1981 av den belgiske astronomen Henri Debehogne och den italienska astronomen Giovanni de Sanctis vid La Silla-observatoriet. Den är uppkallad efter den italiensk företagaren Michele Ferrero.
Asteroiden har en diameter på ungefär 10 kilometer.